# ميشال مراد
ميشال مراد هو كاتب، ولغوي، وأكاديمي لبناني كتب في العديد من المجالات، ونشرت له عدّة أعمال موسوعية في اللغة والحضارة، والتاريخ، والأمثال الشعبية، كما كتب القصة القصيرة، وكتب في أدب الأطفال.

## أعماله ومؤلفاته
صدر للكاتب ميشال مراد العديد من الكتب التي تنوعت ما بين القصص القصيرة، وقصص الأطفال، والكتب اللغوية، والأعمال الموسوعية، ومنها:
- قاموس الأقوال: صدر عن دار المراد للنشر ببيروت.
- لبنان... سؤال وجواب: صدر عام 2000 عن دار المراد للنشر ببيروت.[2]
- روائع الامثال العالمية: صدر عام 1984 عن دار المشرق العربي للنشر ببيروت.[3]
- نهاية العالم متى وكيف؟: صدر عام 1986 عن دار المجاني للنشر ببيروت.[4]
- معجم الأمثال العالمية: صدر عام 1998 عن دار المراد للنشر ببيروت.[5]
- معجم الاضداد: صدر عام 1998 عن دار المراد للنشر ببيروت.[6]
- معجم الادوات النحوية: صدر عام 1998 عن دار المراد للنشر ببيروت.[7]
- روائع الأمثال العربية: صدر عام عن دار المشرق للنشر ببيروت.
- الموسوعة العالميّة في الأمثال والحكم والنوادر: صدر الكتاب في ثمانية أجزاء عام عن دار المراد للنشر ببيروت.
- روائع العالم العربيّ: صدر عام 2017 عن الدار العربية للعلوم ناشرون ببيروت.[8]
- ذاكرة عربية للقرن 1900-2000 (مجلد تسجيلي للأحداث في لبنان والوطن العربي): صدر عام 2000 عن دار المراد للنشر ببيروت.[9]
- غرائب العالم: صدر عام 2001 عن المكتبة الشرقية الكبرى ببيروت، وبيع منه أكثر من 120 ألف نسخة.[10]
- مزامير النبي داود في السحر والتنجيم: صدر عام 2001 عن المكتبة الشرقية الكبرى ببيروت.[11]
- المتقن معجم الأضداد في اللغة العربية: صدر عام 2005 عن دار الراتب الجامعية.[12]
- المتقن معجم الإعراب للطلاب: صدر عام 2005 عن دار الراتب الجامعية ببيروت.[13]
- مجاني الأضداد، معجم أبجدي في الأضداد مع أمثلة وشواهد: صدر عام 2007 عن المكتبة الشرقية الكبرى ببيروت.[14]
- المعجم العلمى للمعتقدات الدينية: صدر عام 2007 عن المكتبة الشرقية الكبرى ببيروت.[15]
- قمر من ذهب: صدر عام 2008 عن دار العلم للملايين ببيروت.[16]
- أنا الماء: صدر عام 2008 عن دار العلم للملايين ببيروت.[17]
- معجم الهادي في المترادفات والمتجانسات: صدر عام 2009 عن الدار العربية للعلوم ناشرون ببيروت.[18]
- لَمْسَةُ قَدَر (مجموعة قصصية): صدرت عام 2018 عن الدار العربية للعلوم ناشرون ببيروت.[19]